# بخش پری (شهرستان کوشوکتون، اوهایو)
بخش پری (به انگلیسی: Perry Township) یک منطقهٔ مسکونی در ایالات متحده آمریکا است که در شهرستان کوشاکتن، اوهایو واقع شده‌است. بخش پری ۶۶٫۶۴ کیلومتر مربع مساحت و ۷۱۱ نفر جمعیت دارد و ۳۲۱ متر بالاتر از سطح دریا واقع شده‌است.